# Giải bóng đá hạng nhất quốc gia Bỉ 1975–76
Đây là thống kê của Giải bóng đá hạng nhất quốc gia Bỉ mùa giải 1975–76.

## Tổng quan
Giải có sự tham gia của 19 đội, và Club Brugge K.V. giành chức vô địch.

Cuối mùa giải, hạng đấu giảm từ 19 xuống còn 18 đội, do đó có 3 câu lạc bộ xuống hạng Division II và được thay thế bởi 2 câu lạc bộ thăng hạng.

## Bảng xếp hạng
| Vị thứ | Đội bóng                       | St | T  | H  | B  | BT | BB | Đ  | HS  | Ghi chú                                       |
| ------ | ------------------------------ | -- | -- | -- | -- | -- | -- | -- | --- | --------------------------------------------- |
| 1      | Club Brugge K.V.               | 36 | 22 | 8  | 6  | 81 | 38 | 52 | +43 | Tham gia 1976-77 European Cup.                |
| 2      | R.S.C. Anderlecht              | 36 | 19 | 10 | 7  | 65 | 36 | 48 | +29 | Tham gia 1976-77 European Cup Winners' Cup.   |
| 3      | R.W.D. Molenbeek               | 36 | 18 | 11 | 7  | 60 | 30 | 47 | +30 | Tham gia 1976-77 UEFA Cup.                    |
| 4      | K.S.C. Lokeren Oost-Vlaanderen | 36 | 19 | 7  | 10 | 58 | 33 | 45 | +25 | Tham gia 1976-77 UEFA Cup.                    |
| 5      | K.S.V. Waregem                 | 36 | 16 | 12 | 8  | 61 | 39 | 44 | +22 |                                               |
| 6      | K.S.K. Beveren                 | 36 | 15 | 14 | 7  | 41 | 24 | 44 | +17 |                                               |
| 7      | Beerschot                      | 36 | 16 | 9  | 11 | 59 | 54 | 41 | +5  |                                               |
| 8      | Standard Liège                 | 36 | 15 | 9  | 12 | 53 | 46 | 39 | +7  |                                               |
| 9      | Lierse S.K.                    | 36 | 14 | 11 | 11 | 59 | 44 | 39 | +15 | Tham gia 1976-77 European Cup Winners' Cup.   |
| 10     | R.F.C. de Liège                | 36 | 12 | 11 | 13 | 59 | 62 | 35 | -3  |                                               |
| 11     | Royal Antwerp FC               | 36 | 10 | 14 | 12 | 40 | 55 | 34 | -15 |                                               |
| 12     | A.S.V. Oostende K.M.           | 36 | 10 | 11 | 15 | 42 | 61 | 31 | -19 |                                               |
| 13     | Cercle Brugge K.S.V.           | 36 | 9  | 13 | 14 | 41 | 52 | 31 | -11 |                                               |
| 14     | R.A.A. Louviéroise             | 36 | 7  | 16 | 13 | 42 | 59 | 30 | -17 | Xuống hạng Giải bóng đá hạng nhì quốc gia Bỉ. |
| 15     | KV Mechelen                    | 36 | 9  | 11 | 16 | 45 | 62 | 29 | -17 |                                               |
| 16     | R. Charleroi S.C.              | 36 | 9  | 9  | 18 | 47 | 62 | 27 | -15 |                                               |
| 17     | Beringen FC                    | 36 | 7  | 13 | 16 | 27 | 50 | 27 | -23 |                                               |
| 18     | K Berchem Sport                | 36 | 5  | 11 | 20 | 22 | 57 | 21 | -35 | Xuống hạng Giải bóng đá hạng nhì quốc gia Bỉ. |
| 19     | K.R.C. Mechelen                | 36 | 6  | 8  | 22 | 27 | 65 | 20 | -38 | Xuống hạng Giải bóng đá hạng nhì quốc gia Bỉ. |